# Untertan
Als Untertan oder Subjekt (lateinisch subicere „unterwerfen, unterordnen“) wurde vom Mittelalter bis ins 19. Jahrhundert eine Person bezeichnet, die der Herrschaft eines anderen unterworfen ist. Untertanen waren nicht in vollem Umfang persönlich frei. Das Verhältnis zwischen dem Untertanen und seiner Obrigkeit war rechtlich geregelt und konnte sich sehr unterschiedlich gestalten: von eher symbolischer Unterordnung über Knechtschaft bis hin zur Leibeigenschaft. Der Philosoph Hegel bestimmt das soziale Verhältnis des Untertans als die mittlere zivilisatorische Stufe von Maßnahmen zum Ausgleich unvereinbarer Interessensunterschiede, welche zwischen dem aggressiven Zweikampf und dem Schluss eines bindenden Vertrages anzusiedeln ist.
Im Mittelalter waren die meisten Bauern Leibeigene eines Grundherren. Aber auch Freie, z. B. Adlige, die zum Teil selbst über Untertanen geboten, waren in ihrer Beziehung zum Landesherren oder zum König per definitionem Untertanen. Die Rechte der Obrigkeit waren ihm gegenüber jedoch eingeschränkt. Im Römisch-Deutschen Reich wurde das Verhältnis zwischen Obrigkeit und Untertanen seit der Frühen Neuzeit immer mehr verrechtlicht. So konnten sich Untertanen in Deutschland im Rahmen eines Untertanenprozesses an eines der Reichsgerichte wenden und gegen Willkürakte ihres Landesherrn klagen.
Als sich in der Zeit des Absolutismus die moderne Staatsgewalt herausbildete, bezeichnete man die Staatsangehörigen, welche einem mit legitimen Mitteln nicht absetzbaren Regime (einer Monarchie) unterworfen waren, als Untertanen. In diesem Sinne steht der Untertan im Gegensatz zum freien Bürger einer Republik. Der Begriff des Subjekts wandelt sich nach der französischen Revolution vom Untertanen zum freien Bürger (Citoyen).
Artikel 3 der Bismarckschen Reichsverfassung unterstellte die „Angehörige[n] (Untertan, Staatsbürger) eines jeden Bundesstaates“ dem Indigenat ganz Deutschlands.
Im sprachlichen Gebrauch als Untertänigkeit wird eine Form des Sozialverhaltens des Untertans bezeichnet (vgl. Unterwürfigkeit, schleimen, kriechen). Ein vorauseilender Gehorsam prägt diese von sozialen Abhängigkeiten bedingte Handlungsweise. Ausführlich charakterisiert wurde diese in Heinrich Manns Aufsatz Der Reichstag (1911) und in Der Untertan (begonnen 1906 und im Simplicissimus 1914 vor Kriegsausbruch erschienen, in Buchform 1916).